# Perico Larrañaga
Pedro Larrañaga Arana, también conocido como Perico Larrañaga (Portugalete, 1 de julio de 1885-26 de febrero de 1909), fue un futbolista español que jugó como defensa en el Athletic Club de Bilbao. Fue uno de los cofundadores del Athletic Club en 1901 y formó parte del equipo que ganó la Copa de la Coronación de 1902, el primer campeonato nacional disputado en España.

## Carrera como jugador
En algún momento de su juventud, Larrañaga se formó como futbolista en Newcastle upon Tyne. En la temporada 1901-02 regresó a su ciudad natal, Portugalete, donde continuó practicando deportes, en particular el fútbol con el equipo de su ciudad natal, el Athletic Club de Portugalete. A principios de 1902, el recién constituido Athletic Club de Bilbao quiso hacerse con los servicios de Larrañaga pero su equipo se negó a cederlo, por lo que el club bilbaíno optó por absorber temporalmente a todo el club de Portugalete, la primera de sus muchas fusiones. Larrañaga pronto hizo su debut, convirtiéndose así en el primer jugador del club procedente del distrito de Las Encartaciones (que hoy se define como la parte más rural del oeste de Vizcaya, pero que entonces incluía Portugalete y otras ciudades industriales más cercanas a Bilbao, conocidas colectivamente como la Margen Izquierda).
En 1902, Larrañaga disputó varios partidos amistosos contra el Bilbao Football Club, rival de la ciudad, en el Hipódromo de Lamiaco, incluyendo el primer partido pagado celebrado en Vizcaya el 19 de enero de 1902 (probablemente su debut), en el que los periódicos de la época informaron que «Larrañaga, como siempre, fue un defensa muy fiable que no abandonó su posición ni un instante».
En mayo de 1902, los dos rivales acordaron reunir a los mejores jugadores de cada club para enfrentarse al Burdigala, con sede en Burdeos. Esta fusión temporal se conoció como Club Bizcaya y Larrañaga expulsó a los defensores del Bilbao FC para formar parte de la primera alineación del equipo vizcaíno que se enfrentó al Burdigala el 9 de marzo, contribuyendo a una victoria por 2-0 en Francia. Tres semanas más tarde, el 31 de marzo de 1902, volvió a estar en el once del Bizcaya para el partido de vuelta en Lamiaco, la primera visita de un equipo extranjero a Bilbao, donde formó pareja defensiva con Alfred Mills, único jugador extranjero del Athletic, en la victoria por 7-0 sobre el equipo francés. Junto a Juan Astorquia, Raymond Cazeaux, William Dyer y Walter Evans, formó parte de la selección vizcaína que ganó el primer campeonato nacional disputado en España, la Copa de la Coronación de 1902, precursora de la Copa del Rey. Larrañaga participó en la final en la que los vascos derrotaron al FC Barcelona por 2-1.
El 13 de marzo de 1904, jugó para el Athletic de Portugalete en un amistoso contra el Athletic de Bilbao, manteniendo su portería a cero en un empate 0-0, y, por lo tanto, fue invitado a jugar nuevamente para el club bilbaíno; fue incluido en el equipo que ganó la Copa del Rey de fútbol 1904 sin jugar un solo partido, ya que sus oponentes no se presentaron, y más tarde ese año estuvo en la primera alineación que se enfrentó al Madrid FC (ahora Real Madrid CF) el 24 de abril de 1904, su equipo ganó 2-1. Participó intermitentemente en partidos durante el resto de la década; en 1907, jugó un amistoso con el Athletic de Bilbao contra el club de su ciudad natal, el Athletic de Portugalete.

## Muerte y legado
Larrañaga murió joven el 26 de febrero de 1909, a la edad de tan sólo 23 años, por causas desconocidas. Tenía dos hermanos, Marcos y Adolfo.
En 2013, el Museo de las Encartaciones, en la Casa de Juntas de Avellaneda, en Sopuerta, acogió una exposición temporal que recopila la conexión de esta comarca vizcaína y de la Margen Izquierda con el Athletic en el pasado siglo, y tuvo especial protagonismo Larrañaga como primer Encartado de la historia del club. Desde que Larrañaga debutó con la camiseta rojiblanca en 1902, hasta el último debut de Erik Morán en 2012, más de 70 jugadores de lo que en otros tiempos fue Las Encartaciones han jugado en el Athletic.

## Honores
Club Bizcaya
- Copa de la Coronación:
  - Ganadores: 1902

Athletic Club
- Copa del Rey:
  - Ganadores: 1904